# تريستان وايلد
تريستان وايلد (بالإنجليزية: Tristan Wilds)‏ مواليد 15 يوليو 1989 في جزيرة ستاتن، نيويورك، الولايات المتحدة، هو ممثل أمريكي بدأ مسيرته الفنية عام 2005.

## روابط خارجية
- تريستان وايلد على موقع IMDb (الإنجليزية)
- تريستان وايلد على موقع ألو سيني (الفرنسية)
- تريستان وايلد على موقع ميوزك برينز (الإنجليزية)
- تريستان وايلد على موقع ميوزك برينز (الإنجليزية)
- تريستان وايلد على موقع أول موفي (الإنجليزية)
- تريستان وايلد على موقع إن إن دي بي (الإنجليزية)
- تريستان وايلد على موقع ديسكوغز (الإنجليزية)
- تريستان وايلد على موقع قاعدة بيانات الفيلم (الإنجليزية)
- تريستان وايلد على موقع كينوبويسك (الروسية)